# Verkehrsbetriebe Karlsruhe
Verkehrsbetriebe Karlsruhe (Транспортна компанія Карлсруе, VBK) — муніципальна транспортна компанія міста Карлсруе, Німеччина. 
Має під орудою трамвайну та автобусну мережі в межах міста, а також фунікулер Турмбергбан.
VBK є членом Karlsruher Verkehrsverbund (Транспортна асоціація Карлсруе, KVV), яка керує загальною структурою громадського транспорту в Карлсруе та його околицях. 
VBK також є партнером Albtal-Verkehrs-Gesellschaft (Транспортна компанія долини Альбу, AVG) і Deutsche Bahn (DB) в експлуатації трамвайної мережі Карлсруе та штадтбану Карлсруе, піонерської трамвайної системи, яка обслуговує регіон Баден.
Це 100% дочірнє підприємство муніципальної компанії Karlsruher Versorgungs-, Verkehrs- und Hafen GmbH, яка належить виключно місту Карлсруе.
У 2017 році компанія виконувала такі транспортні роботи:
- 8,7 млн. автомобільних кілометрів у залізничному транспорті ,
- 4,6 млн автокілометрів автобусним транспортом.

Кількість перевезених пасажирів у 2017 році склала 104,3 млн 
.